# Плетеневская
Плетеневская — деревня в Омутнинском районе Кировской области. Входит в состав Омутнинского городского поселения.

## География
Находится на расстоянии менее 1 км от юго-восточной границы города Омутнинск.

## История
Основана незадолго до революции выходцем из Удмуртии Василием Плетеневым. В 1936 году имелось 2 двора, 9 жителей, в 1950 18 и 51 соответственно. В послевоенное время стала центральной усадьбой колхоза им. Чапаева. В 1960-е годы колхоз реорганизован в совхоз «Северный».

## Население
Постоянное население составляло 298 человек (русские 94 %) в 2002 году, 246 в 2010.